# Coquillettomyia primorskii
Coquillettomyia primorskii är en tvåvingeart som beskrevs av Fedotova 2006. Coquillettomyia primorskii ingår i släktet Coquillettomyia och familjen gallmyggor. Inga underarter finns listade i Catalogue of Life.